# Лав, Дарлин
Дарли́н Лав (англ. Darlene Love, настоящее имя Дарлин Райт, англ. Darlene Wright; род. 26 июля 1941, Лос-Анджелес, Калифорния, США) — американская поп-певица и актриса.

## Биография

### Детство и начало карьеры
Дарлин Лав родилась в восточном Лос-Анджелесе 26 июля 1941 года. Её отец, Джо Райт, был священником, в семье было пятеро детей. Вскоре Джо предложили собственную церковь, и семья переехала в Сан-Антонио, штат Техас. Именно там у юной Дарлин впервые обнаружились вокальные способности. Затем, в 1956 году, Райты снова вернулись в Калифорнию, поселившись в городе Хоторн. Там, в местном церковном хоре, Дарлин и начала петь.
В старших классах, в 1959-ом, она получила приглашение в малоизвестную девичью группу «The Blossoms». В 1962-ом группа подписала контракт с продюсером Филом Спектором. Благодаря достаточно сильному голосу Дарлин скоро выделилась среди сверстниц; в то время ей довелось поработать с немалым числом легенд пятидесятых-шестидесятых — Сэмом Куком, Дайон Уорик, Томом Джонсом, группой «Beach Boys», Элвисом Пресли, Сонни и Шер; кроме того, Дарлин и «The Blossoms» побывали на подпевке в хите Шелли Фабаре «Johnny Angel» и в сольном альбом Джона Филипса «John, Wolfking». Далее была партия в ряде хитов Джонни Риверса — в том числе его легендарного «Poor Side of Town», кавер-версии «Baby I Need Your Loving» и «The Track of My Tears». Группа пробовала записывать и свои синглы — как правило, особого признания публики они не получали. Тем не менее, в составе «The Blossoms» Дарлин получила возможность спеть в бэк-вокале многих хитов шестидесятых — в том числе в ведомом Спектором «Da Doo Ron Ron». Сначала в этой песне ведущую партию исполняла сама Райт, но волей продюсера в дальнейших версиях песни её партия была стерта и заменена записью голоса солистки группы «Crystals» Долорес «Лала» Брукс. Похожая судьба постигла ещё несколько композиций — так, «He’s a Rebel» и «He’s Sure The Boy I Love» считались синглами «Crystals», хотя и исполнялись Дарлин с поддержкой «The Blossoms». Впервые имя Лав было упомянуто в сингле «Today I Met The Boy I’m Gonna Marry». В то же время она вошла в трио вместе с Бобом Би Соксом и Блю Джинс; вместе в 1962-м они записали песню «Zip-a-Dee-Doo-Dah» — переделку композиции из диснеевского фильма «Песня Юга» («Song of the South»). Результат довольно быстро попал в хит-парады и пробыл в первых десятках часть 1963-го. Вскоре после этого «The Blossoms» получили приглашение на «Shindig!» — одно из главных музыкальных шоу того времени. В 1968-ом они стали частью разрекламированного «Возвращения Элвиса Пресли», сделанного по заказу канала NBC.

### Перерыв в карьере
В семидесятых Лав некоторое время продолжала работать на подпевке, пока не ушла в отпуск — певица сочла, что следует уделять больше времени семье. В 1973-м она вместе с Мишель Филлипс исполнила партию болельщицы для сингла группы «Cheech & Chong» «Basketball Jones» — эта композиция получила пятнадцатое место в хит-параде «Сто самых горячих синглов» журнала «Billboard».

### Возвращение
В начале восьмидесятых певица вернулась в музыку; к этому моменту, казалось, её успели забыть даже самые завзятые поклонники. В дополнение к своим старым хитам Дарлин решила вернуться к своим детским увлечениям и начала петь госпел. В середине восьмидесятых она сыграла саму себя в номинированном на премию «Тони» мюзикле «Вожак стаи» («Leader of the Pack»), повествовавшем об иконах рок-н-ролла. Главным номером шоу была песня «River deep — Mountain High», записанная Филом Спектором и исполненная Айком и Тиной Тернер. Успех мюзикла превзошёл все ожидания создателей; он демонстрировался в клубе «Гринвич Виллидж», как и следующее шоу о жизни Дарлин, «Портрет певца» («Portrait of a Singer») — впрочем, успеха первой работы не повторившее. В «Портрете» исполнялись каверы «The Change Is Going to Come», «Don’t Make Me Over» и «River Deep, Mountain High», наряду с целым набором оригинальных композиций, исполненных и написанных монстрами классического рока, вроде Барри Манна и Синтии Уэйл.
В 1984-ом Дарлин исполнила кавер-версию «Alley Op» группы «The Hollywood Argyles» в комедийном фильме «Мальчишник в Лас-Вегасе» («The Bachelor Party»). В 1987-ом Лав попала на подпевку в кавер группы U2 «Christmas (Baby Please Come Home)», а в 1990-м Шер пригласила Дарлин и её сестру Эдну Райт на бэк-вокал в её концертном туре «Heart of Stone». В 1992-ом вышел мини-сингл Лав — «All Alone on Christmas»; написан и сыгран он был Стивеном Ван Зандтом и вошёл в саундтрек для фильма «Один дома 2: Потерявшийся в Нью-Йорке» («Home Alone 2: Lost In New York»). В этом же году Дарлин пела для кинофильма «Подарок на Рождество» («Jingle All the Way»).

### Работа в качестве актрисы
Помимо пения, Лав также пробовала себя в качестве актрисы. Расцвет её кинокарьеры пришёлся на конец восьмидесятых — начало девяностых; тогда она играла жену Денни Гловера в квадрологии «Смертельное оружие» («Lethal Weapon»); в это же время ей довелось сыграть в бродвейской версии культового мюзикла «Бриолин» («Grease») и недолговечной музыкальной адаптации повести Стивена Кинга «Кэрри» («Carrie»). До апреля 2008-го Дарлин играла Мотормаус Мейбелл в бродвейской постановке «Гель для волос» («Hairspray»).

### Появление на телевидении
Лав исполняла песню «Christmas (Baby Please Come Home)» каждый год, начиная с 1986, в последнем перед Рождеством выпуске шоу «Late Night with David Letterman» (канал NBC 1986—1992) и «Late Show with David Letterman» (канал CBS, с 1993 по настоящее). Песня всегда исполняется совместно с Полом Шаффером и группой этого шоу «CBS Orchestra». По словам самого Леттермана, это его любимая часть шоу. В 2007 году из-за забастовки союза писателей Америки Дарлин не смогла выступить в программе, и был показан повтор.
Она также была специальным гостем в шоу «Saturday Night Live» 17 декабря 2005 года, где выступила с песней «White Christmas» с группой SNL, и исполнила саундтрек к мультфильму Роберта Смигела «Christmastime for the Jews». Лав также исполнила «River Deep-Mountain High» на «Late Show with David Letterman» 7 мая 2007 года, а также выступала с Брюсом Спрингстином и E-Street Band на 25-м ежегодном концерте Зала славы Рок-н-ролла в ноябре 2009 года.

### Зал славы Рок-н-ролла
23 сентября 2009 года Дарлин Лав вошла в число 12 финалистов для вхождения в Зал славы рок-н-ролла, однако ей всё же не удалось туда попасть. 28 сентября 2010 года она также стала одной из 15 финалистов, причем в этот раз была выбрана для вхождения. Официальная церемония включения в Зал славы состоялась 14 марта 2011 года.

## Дискография

### Альбомы
- 1985 — Leader of the Pack Original Broadway Cast
- 1985 — Darlene Love Live!
- 1988 — Paint Another Picture
- 1992 — The Best of Darlene Love
- 1992 — Bringing It Home (with Lani Groves)
- 2007 — It’s Christmas of Course

### Сборники
- 1963 — Today’s Hits
- 1963 — A Christmas Gift for You from Philles Records
- 1977 — Phil Spector’s Greatest Hits
- 1978 — Lakeshore Music presents Rock and Roll Forever
- 1990 — Dick Tracy: Music from and inspired by the film
- 1991 — Back to Mono (1958—1969)
- 1992 — A Very Special Christmas 2
- 1998 — Grease Is the Word

### Синглы
Неполный список записей
| 1961 | «SON-IN-LAW» (The Blossoms) Challenge 9109                                                   | 79 |
| 1961 | «HARD TO GET» (The Blossoms) Challenge 9122                                                  | -  |
| 1962 | «THE SEARCH IS OVER» (The Blossoms) Challenge 9138                                           | -  |
| 1962 | «HE’S A REBEL» (выпущен The Crystals) Philles 106                                            | 1  |
| 1962 | «ZIP-A-DEE DOO-DAH» (выпущен Bob B. Soxx & the Blue Jeans) Philles 107                       | 8  |
| 1962 | «HE’S SURE THE BOY I LOVE» (выпущен The Crystals) Philles 109                                | 11 |
| 1963 | «WHY DO LOVERS BREAK EACH OTHERS HEARTS?» (выпущен Bob B. Soxx & the Blue Jeans) Philles 110 | 38 |
| 1963 | «TODAY I MET THE BOY I’M GONNA MARRY» Philles 111                                            | 39 |
| 1963 | «NOT TOO YOUNG TO GET MARRIED» (выпущен Bob B. Soxx & the Blue Jeans) Philles 113            | 63 |
| 1963 | «WAIT 'TIL MY BOBBY GETS HOME» Philles 114                                                   | 26 |
| 1963 | «I’M IN LOVE» (The Blossoms) Okeh 7162                                                       | -  |
| 1963 | «A FINE, FINE BOY» Philles 117                                                               | 53 |
| 1963 | «CHRISTMAS (BABY PLEASE COME HOME)» Philles 119                                              | -  |
| 1964 | «STUMBLE AND FALL» Philles 123                                                               | -  |
| 1964 | «CHRISTMAS (BABY PLEASE COME HOME)» Philles 125                                              | -  |
| 1965 | «GOOD GOOD LOVIN' / THAT’S WHEN THE TEARS START» (The Blossoms) Reprise 0436                 | -  |
| 1966 | «LOVER BOY» (The Blossoms) Reprise 0475                                                      | -  |
| 1966 | «LET YOUR LOVE SHINE ON ME» (The Blossoms) Reprise 0522                                      | -  |
| 1966 | «TOO LATE TO SAY YOU’RE SORRY» Reprise 0534                                                  | -  |
| 1967 | «DEEP INTO MY HEART / GOOD GOOD LOVIN'» (The Blossoms) Reprise 0639                          | -  |
| 1967 | «Stoney End» (The Blossoms) Ode 101                                                          | -  |
| 1968 | «Tweedlee Dee» (The Blossoms) MGM 13964                                                      | -  |
| 1968 | «CRY LIKE A BABY» (The Blossoms) Ode 106                                                     | -  |
| 1969 | «STONEY END» — reissued (The Blossoms) Ode 125                                               | -  |
| 1969 | «YOU’VE LOST THAT LOVIN' FEELIN'» (The Blossoms) Bell 780                                    | -  |
| 1969 | «(YOU’RE MY) SOUL AND INSPIRATION» (The Blossoms) Bell 797                                   | -  |
| 1970 | «I AIN’T GOT TO LOVE NOBODY ELSE» (The Blossoms) Bell 857                                    | -  |
| 1970 | «ONE STEP AWAY» (The Blossoms) Bell 937                                                      | -  |
| 1972 | «TOUCHDOWN» (The Blossoms) Lion 108                                                          | -  |
| 1972 | «GRANDMA’S HANDS» (The Blossoms) Lion 125                                                    | -  |
| 1974 | «CHRISTMAS (BABY PLEASE COME HOME)» Warner/Spector 0401                                      | -  |
| 1975 | «LORD, IF YOU’RE A WOMAN» Warner/Spector 0410                                                | -  |
| 1977 | «THERE’S NO GREATER LOVE» (The Blossoms) Epic 50435                                          | -  |
| 1988 | «HE’S SURE THE MAN I LOVE» Columbia 07984                                                    | -  |
| 1992 | «ALL ALONE ON CHRISTMAS» (из фильма Один дома 2) Fox 10003                                   | 83 |
| 2008 | «CHRISTMASTIME FOR THE JEWS» (из SNL)                                                        | -  |